# 45-я танковая бригада

 45-я танковая бригада  — танковая бригада Красной армии в годы Великой Отечественной войны.
Сокращённое наименование — 45 тбр.

## Формирование и организация
Бригада формировалась с 6 сентября по 1 апреля 1942 г. в районе г. Котельники Сталинградская область. В октябре 1941 г. в состав бригады (в Котельниково) отправлено 5 линейных Т-34 и 6 Т-34 с радиостанцией производства СТЗ. В марте 1942 г. отправлено 20 Т-34 производства СТЗ.
На основании Директивы Зам. НКО № 724218сс от 31.03.1942 г. формирование бригады было окончено.
К 10 апреля 1942 г. бригада была передислоцирована в Старый Оскол, где вошла в состав 4-го танкового корпуса, который находился в резерве Брянского фронта. 
С 24 июня 1942 г. бригада в составе 4-го танкового корпуса переподчинена Юго-Западному фронту в районе Новый Оскол.
С 24 августа 1942 г. - бригада в составе 4-го танкового корпуса передислоцирована в районе ст. Лог Сталинградской области и вошла в состав Сталинградского фронта. 
С 3 октября 1942 г. в резерве фронта в районе Солодча (севернее Сталинграда).
23 ноября 1942 г. танковая бригада (4-й тк) стремительным броском вышла к Советскому и соединилась с 36-й мбр из 4-го мк, тем самым была окружена немецкая 6-я А под Сталинградом.
С 29 ноября 1942 г. бригада в составе 4-го танкового корпуса убыла в Трегулевские лагеря (Тамбов) на доукомплектование. С 11 января 1943 г. бригада в составе 4-го танкового корпуса прибыла на ст. Графская (Воронежская область) и вошла в состав Воронежского фронта.
Приказом НКО № 57 от 7 февраля 1943 г. преобразована в 20-ю гв. танковую бригаду.
С 24 марта 1943 г. бригада в составе 4-го танкового корпуса выведена в резерв Воронежского фронта и передислоцирована в район Сараевки (Курской области) на доукомплектование.

## Боевой и численный состав
Бригада формировалась по штатам №№ 010/345-010/352 от 15.02.1942 г.:
- Управление бригады [штат № 010/345]
- 45-й отд. танковый батальон [штат № 010/346]
- 250-й отд. танковый батальон [штат № 010/346]
- Мотострелково-пулеметный батальон [штат № 010/347]
- Противотанковая батарея [штат № 010/348]
- Зенитная батарея [штат № 010/349]
- Рота управления [штат № 010/350]
- Рота технического обеспечения [штат № 010/351]
- Медико-санитарный взвод [штат № 010/352]

Директивой НКО № 1106212сс от 22.12.1942 г. переведена на штаты №№ 010/270-010/277 от 31.07.1942 г.:
- Управление бригады [штат № 010/270]
- 45-й отд. танковый батальон [штат № 010/271]
- 250-й отд. танковый батальон [штат № 010/272]
- Мотострелково-пулеметный батальон [штат № 010/273]
- Истребительно-противотанковая батарея [штат № 010/274]
- Рота управления [штат № 010/275]
- Рота технического обеспечения [штат № 010/276]
- Медико-санитарный взвод [штат № 010/277]

## Подчинение
Периоды вхождения в состав Действующей армии:
- с 21.04.1942 по 22.12.1942 года.
- с 15.01.1943 по 07.02.1943 года.

| Дата            | Фронт (округ)             | Армия                 | Корпус              | Дивизия | Бригада | Примечания |
| --------------- | ------------------------- | --------------------- | ------------------- | ------- | ------- | ---------- |
| 01.10.1941 года | Северокавказский фронт    |                       |                     |         |         |            |
| 01.11.1941 года | Северокавказский фронт    |                       |                     |         |         |            |
| 01.12.1941 года | Северокавказский фронт    |                       |                     |         |         |            |
| 01.01.1942 года | Сталинградский фронт      |                       |                     |         |         |            |
| 01.02.1942 года | Сталинградский фронт      |                       |                     |         |         |            |
| 01.03.1942 года | Сталинградский фронт      |                       |                     |         |         |            |
| 01.04.1942 года | Сталинградский фронт      |                       |                     |         |         |            |
| 01.05.1942 года | Брянский фронт            |                       | 4-й танковый корпус |         |         |            |
| 01.06.1942 года | Брянский фронт            |                       | 4-й танковый корпус |         |         |            |
| 01.07.1942 года | Брянский фронт            |                       | 4-й танковый корпус |         |         |            |
| 01.08.1942 года | Воронежский фронт         | 6-я армия             | 4-й танковый корпус |         |         |            |
| 01.09.1942 года | Сталинградский фронт      | 1-я гвардейская армия | 4-й танковый корпус |         |         |            |
| 01.10.1942 года | Донской фронт             | 1-я гвардейская армия | 4-й танковый корпус |         |         |            |
| 01.11.1942 года | Юго-западный фронт        |                       | 4-й танковый корпус |         |         |            |
| 01.12.1942 года | Донской фронт             | 21-я армия            | 4-й танковый корпус |         |         |            |
| 01.01.1943 года | Приволжский военный округ |                       | 4-й танковый корпус |         |         |            |
| 01.02.1943 года | Воронежский фронт         |                       | 4-й танковый корпус |         |         |            |

## Командиры

### Командиры бригады
- Живлюк Владимир Исидорович, полковник, ид, 09.09.1941 - 15.10.1941 года.[1]
- Кукушкин Александр Васильевич, полковник, 16.10.1941 - 12.08.1942 года.[2]
- Жидков Пётр Кириллович, подполковник, с 20.01.1943 полковник, 13.08.1942 - 07.02.1943 года.[3]

### Начальники штаба бригады
- Хизов Иван Иванович, капитан.00.09.1941 - 00.07.1942 года.[4]
- Краснов Израиль Исаевич, майор, 00.07.1942 - 00.01.1943 года.[5]
- Александров Константин Васильевич, капитан, 00.01.1943 - 00.02.1943 года.[6]
- Лукьянчук Степан Васильевич, старший лейтенант,00.02.1943 - 00.02.1943 года.[7]

### Заместитель командира бригады по строевой части
- Еремин Алексей Яковлевич, майор, 00.01.1942 - 00.01.1942 года.

### Начальник политотдела, заместитель командира по политической части
- Передков Михаил Иванович, ст. батальон. комиссар, 15.09.1941 - 25.10.1942 года.
- Афанасьев Алексей Михайлович, майор, 10.11.1942 - 07.10.1942 года.